# نواه ك. ديفيس
نواه ك. ديفيس (بالإنجليزية: Noah K. Davis)‏ هو مدرس أمريكي، ولد في 15 مايو 1830 في فيلادلفيا في الولايات المتحدة، وتوفي في 4 مايو 1910 في فرجينيا في الولايات المتحدة.